# West-Jeruzalem
West-Jeruzalem is het westelijke deel van de stad Jeruzalem, dat Israël bij zijn oprichting in 1948 veroverde en aan zijn verworven grondgebied toevoegde. Het heeft sindsdien een Joodse meerderheid. West-Jeruzalem heeft een modernere uitstraling dan Palestijns Oost-Jeruzalem, dat sinds 1967 door Israël militair bezet wordt en onder meer de Oude Stad omvat. In 2015 telde West-Jeruzalem 333.800 inwoners.

## Geschiedenis
Jeruzalem had voor het ontstaan van Israël een gemengd joods-islamitisch-christelijke bevolking. Op 29 november 1947 werd door de Verenigde Naties een verdelingsplan voorgesteld met het oog op de beëindiging van het Brits mandaat over Palestina. Daarin was opgenomen dat er een internationale zone rond Jeruzalem zou komen onder bestuur van de Verenigde Naties. Tijdens de erop volgende Arabisch-Israëlische Oorlog van 1948 werd fel om de stad gevochten. In 1949 werd een wapenstilstandsgrens getrokken: de Groene Lijn. Het door de nieuw uitgeroepen staat Israël veroverde westelijke deel van de stad werd door Israël tot zijn hoofdstad verklaard. Het oostelijke deel van de stad met de Oude Stad was door Jordaanse troepen bezet en werd in 1950 door Jordanië geannexeerd. Oost en West werden door middel van een hek en prikkeldraad van elkaar gescheiden. Tot 1967 bleef de stad verdeeld en was het voor de inwoners over en weer niet mogelijk om het andere deel van de stad te bezoeken.
In de Zesdaagse Oorlog van 1967 werd de Westelijke Jordaanoever, inclusief Oost-Jeruzalem, door Israël op Jordanië veroverd en bezet. Het oostelijk deel, de oude Jordaanse gemeente Jeruzalem ("Al-Quds") die 6 km² groot was, werd evenals tientallen omliggende Palestijnse dorpen door Israël geannexeerd en gevoegd bij West-Jeruzalem, dat 38 km² groot was. Door deze annexatie kreeg de nieuw gevormde Israëlische gemeente Jeruzalem een oppervlakte van 108 km².,
In 1980 nam het Israëlische parlement de Jeruzalemwet aan, waarmee Jeruzalem tot ondeelbare hoofdstad van Israël werd uitgeroepen. Dat laatste is door de Verenigde Naties veroordeeld en wordt internationaal door veel landen niet erkend. De meeste landen hebben daarom hun ambassade in Tel Aviv.